# حمله ۲۰۲۴ به مصیاف
در ۱۸ شهریور ۱۴۰۳، اسرائیل به یکی از شعبه‌های مرکز مطالعات و تحقیقات علمی سوریه در نزدیکی مصیاف در شمال غربی این کشور حمله کرد که طبق گزارش رسانه‌های دولتی، دست کم هجده نفر کشته شدند. مرکز دیدبان حقوق بشر سوریه مستقر در بریتانیا اعلام کرد که ۲۷ نفر کشته شده‌اند.

## پیش‌زمینه
بعد از حمله حماس به اسرائیل در ۷ اکتبر ۲۰۲۳ سازمان حزب‌الله لبنان با حمایت ایران در همبستگی با حماس به اسرائیل حمله موشکی کرد. از آن زمان حزب‌الله و اسرائیل حملاتی را از دو سوی مرز انجام می‌دهند.
مرکز مطالعات و تحقیقات علمی سوریه یک تأسیسات زیرزمینی است که توسط متحدان دولت سوریه، حزب‌الله لبنان و ایران، برای ساخت موشک‌های هدایت شونده دقیق استفاده می‌شود.

## شرح یورش
ارتش سوریه اعلام کرد که هواپیماهای اسرائیلی که بر فراز شمال غربی لبنان پرواز می‌کردند، حدود ساعت ۲۰:۲۰ به وقت GMT، موشک‌هایی را به سمت «تعدادی از مواضع نظامی در منطقه مرکزی» شلیک کردند و برخی از آنها رهگیری شدند. بزرگراه مصیاف-وادی العیون آسیب دید و آتش‌سوزی در منطقه جنگلی حیر عباس رخ داد.
به گزارش نیویورک تایمز و آکسیوس، به نقل از مقامات غربی، کماندوهای شالداگ نیروی هوایی اسرائیل با بالگرد در این منطقه فرود آمدند و تحت پوشش حملات هوایی، یک تأسیسات زیرزمینی را که توسط متحدان دولت سوریه، حزب‌الله لبنان و ایران، برای ساخت موشک‌های هدایت شونده دقیق استفاده می‌شد، تخریب کردند. نیروهای اسرائیلی قبل از ترک محل، اسناد و تجهیزات را با خود بردند.
مرکز دیدبان حقوق بشر سوریه و آژانس‌های اطلاعاتی غربی پیش از این مرکز مطالعات و تحقیقات علمی سوریه را به عنوان مسئول برنامه‌های توسعه سلاح‌های شیمیایی و موشکی سوریه شناسایی کرده بودند. همچنین مرکز دیدبان ادعا کرد که افسران سپاه پاسداران انقلاب اسلامی ایران در شش سال گذشته در این محل مستقر بوده‌اند، موضوعی که ناصر کنعانی، سخنگوی وزارت امور خارجه ایران از تأیید یا تکذیب آن خودداری کرد.
گزارش شده است که عملیات اسرائیل به عنوان یک حمله زمینی طراحی شده بود پس از آنکه حملات هوایی در سال‌های گذشته حزب‌الله و ایران را - که درگیر درگیری طولانی مدت با اسرائیل هستند که در میان جنگ اسرائیل و حماس تشدید شده است - مجبور به انتقال عملیات خود به زیرزمین کرده بود.
برخی رسانه‌ها مدعی شدند که نیروهای کماندویی اسرائیل در جریان این حمله چند سربازان، از جمله دو شهروند ایرانی، را ربودند. سفارت ایران در سوریه این ادعاها را رد کرد و تأکید کرد که هیچ مقام ایرانی در این حمله آسیبی ندیده است.